# Caisse intercommunale de pensions
Die Caisse intercommunale de pensions (CIP) mit Sitz in Lausanne ist eine selbständige Schweizer Pensionskasse. Sie versichert das Personal von 317 Gemeinden, öffentlichen Einrichtungen und gemeinnützigen Organisationen im Kanton Waadt im Rahmen der 2. Säule. 
Die Caisse intercommunale de pensions wurde 1924 als Gemeinschaftswerk der wichtigsten waadtländischen Gemeinden gegründet und ist in Form einer öffentlich-rechtlichen Anstalt mit eigener Rechtspersönlichkeit organisiert. Per Ende 2008 waren ihr insgesamt 9'047 aktiv Versicherte sowie 4’337 Rentenbezüger angeschlossen. Das Gesamtvermögen belief sich auf knapp 1,9 Milliarden Schweizer Franken.

## Rechtsgrundlagen
Die gesetzlichen Grundlagen bilden das Bundesgesetz über die berufliche Alters-, Hinterlassenen- und Invalidenvorsorge, das Bundesgesetz über die Freizügigkeit in der beruflichen Alters-, Hinterlassenen- und Invalidenvorsorge sowie die dazugehörigen Verordnungen. Zu den Rechtsgrundlagen zählen zudem die Statuten sowie die Reglement der Caisse intercommunale de pensions.

## Organisation
Oberstes Führungsorgan der CIP ist der siebenköpfige Verwaltungsrat. Dieser setzt sich aus je drei Arbeitgeber- und Arbeitnehmervertreter sowie einem Kantonsvertreter zusammen und wird, mit Ausnahme des Kantonsvertreters, von der paritätisch aus Arbeitgeber- und Arbeitnehmervertreter zusammengesetzten Delegiertenversammlung jeweils auf vier Jahre gewählt.
Die operative Leitung der CIP wurde an die Retraites Populaires in Lausanne delegiert. Diese, 1907 gegründete öffentlich-rechtliche Anstalt, ist auf Lebens- und Sozialversicherungen sowie auf das Vorsorgewesen spezialisiert und ist einerseits auf die Verwaltung von Vorsorgeeinrichtungen spezialisiert, andererseits auch selber im Versicherungs- und Vorsorgebereich tätig.